# Allodape macula
Allodape macula är en biart som beskrevs av Embrik Strand 1912. Allodape macula ingår i släktet Allodape och familjen långtungebin. Inga underarter finns listade i Catalogue of Life.